# Mont-de-Marsan
Mont-de-Marsan là tỉnh lỵ của tỉnh Landes, thuộc vùng Nouvelle-Aquitaine của nước Pháp, có dân số là 29.489 người (thời điểm 1999).

## Khí hậu
| Dữ liệu khí hậu của Mont-de-Marsan (1981–2010)            | Dữ liệu khí hậu của Mont-de-Marsan (1981–2010) | Dữ liệu khí hậu của Mont-de-Marsan (1981–2010) | Dữ liệu khí hậu của Mont-de-Marsan (1981–2010) | Dữ liệu khí hậu của Mont-de-Marsan (1981–2010) | Dữ liệu khí hậu của Mont-de-Marsan (1981–2010) | Dữ liệu khí hậu của Mont-de-Marsan (1981–2010) | Dữ liệu khí hậu của Mont-de-Marsan (1981–2010) | Dữ liệu khí hậu của Mont-de-Marsan (1981–2010) | Dữ liệu khí hậu của Mont-de-Marsan (1981–2010) | Dữ liệu khí hậu của Mont-de-Marsan (1981–2010) | Dữ liệu khí hậu của Mont-de-Marsan (1981–2010) | Dữ liệu khí hậu của Mont-de-Marsan (1981–2010) | Dữ liệu khí hậu của Mont-de-Marsan (1981–2010) |
| Tháng                                                     | 1                                              | 2                                              | 3                                              | 4                                              | 5                                              | 6                                              | 7                                              | 8                                              | 9                                              | 10                                             | 11                                             | 12                                             | Năm                                            |
| --------------------------------------------------------- | ---------------------------------------------- | ---------------------------------------------- | ---------------------------------------------- | ---------------------------------------------- | ---------------------------------------------- | ---------------------------------------------- | ---------------------------------------------- | ---------------------------------------------- | ---------------------------------------------- | ---------------------------------------------- | ---------------------------------------------- | ---------------------------------------------- | ---------------------------------------------- |
| Cao kỉ lục °C (°F)                                        | 22.5 (72.5)                                    | 26.3 (79.3)                                    | 29.2 (84.6)                                    | 32.1 (89.8)                                    | 35.3 (95.5)                                    | 40.4 (104.7)                                   | 41.2 (106.2)                                   | 42.5 (108.5)                                   | 36.7 (98.1)                                    | 33.6 (92.5)                                    | 26.4 (79.5)                                    | 23.9 (75.0)                                    | 42.5 (108.5)                                   |
| Trung bình ngày tối đa °C (°F)                            | 10.7 (51.3)                                    | 12.4 (54.3)                                    | 16.1 (61.0)                                    | 18.1 (64.6)                                    | 21.8 (71.2)                                    | 25.1 (77.2)                                    | 27.6 (81.7)                                    | 27.7 (81.9)                                    | 24.9 (76.8)                                    | 20.2 (68.4)                                    | 14.1 (57.4)                                    | 10.9 (51.6)                                    | 19.2 (66.6)                                    |
| Tối thiểu trung bình ngày °C (°F)                         | 1.6 (34.9)                                     | 1.8 (35.2)                                     | 3.9 (39.0)                                     | 6.2 (43.2)                                     | 10.1 (50.2)                                    | 13.3 (55.9)                                    | 15.2 (59.4)                                    | 15.0 (59.0)                                    | 11.7 (53.1)                                    | 9.0 (48.2)                                     | 4.8 (40.6)                                     | 2.3 (36.1)                                     | 7.9 (46.2)                                     |
| Thấp kỉ lục °C (°F)                                       | −19.8 (−3.6)                                   | −16.8 (1.8)                                    | −11.5 (11.3)                                   | −5.4 (22.3)                                    | −2.5 (27.5)                                    | 1.8 (35.2)                                     | 2.0 (35.6)                                     | 4.1 (39.4)                                     | −0.5 (31.1)                                    | −6.2 (20.8)                                    | −10.4 (13.3)                                   | −14.5 (5.9)                                    | −19.8 (−3.6)                                   |
| Lượng Giáng thủy trung bình mm (inches)                   | 78.5 (3.09)                                    | 69.4 (2.73)                                    | 70.0 (2.76)                                    | 87.8 (3.46)                                    | 82.0 (3.23)                                    | 63.3 (2.49)                                    | 54.4 (2.14)                                    | 64.6 (2.54)                                    | 70.1 (2.76)                                    | 91.6 (3.61)                                    | 98.2 (3.87)                                    | 87.0 (3.43)                                    | 916.9 (36.10)                                  |
| Số ngày giáng thủy trung bình                             | 11.2                                           | 9.8                                            | 10.3                                           | 12.4                                           | 11.8                                           | 8.7                                            | 7.1                                            | 7.9                                            | 8.2                                            | 10.7                                           | 11.5                                           | 10.8                                           | 120.4                                          |
| Số ngày tuyết rơi trung bình                              | 1.2                                            | 1.2                                            | 0.5                                            | 0.1                                            | 0.0                                            | 0.0                                            | 0.0                                            | 0.0                                            | 0.0                                            | 0.0                                            | 0.4                                            | 0.9                                            | 4.3                                            |
| Độ ẩm tương đối trung bình (%)                            | 88                                             | 84                                             | 77                                             | 76                                             | 75                                             | 75                                             | 73                                             | 76                                             | 78                                             | 85                                             | 88                                             | 89                                             | 80.3                                           |
| Số giờ nắng trung bình tháng                              | 91.7                                           | 109.3                                          | 168.5                                          | 172.7                                          | 196.0                                          | 209.9                                          | 228.7                                          | 217.5                                          | 193.4                                          | 145.6                                          | 93.9                                           | 81.2                                           | 1.908,4                                        |
| Nguồn 1: Météo France                                     |                                                |                                                |                                                |                                                |                                                |                                                |                                                |                                                |                                                |                                                |                                                |                                                |                                                |
| Nguồn 2: Infoclimat.fr (độ ẩm, ngày tuyết rơi, 1961–1990) |                                                |                                                |                                                |                                                |                                                |                                                |                                                |                                                |                                                |                                                |                                                |                                                |                                                |

## Những người con của thành phố
- Alain Juppé, chính trị gia
- Jean Van de Velde, người chơi golf chuyên nghiệp